# Help desk
Helpdesk (Служба технічної підтримки, техпідтримка, Technical support,Service desk) — сервісна структура, яка розділяє проблеми користувачів з комп'ютерами (як апаратним, так і програмним забезпеченням) та оргтехнікою. Важлива функціональна складова ITIL (бібліотеки інфраструктури інформаційних технологій), що дозволяє виявити проблемні ділянки інфраструктури ІТ, оцінити ефективність роботи підрозділу ІТ.

## Методологія організації служби технічної підтримки
Служба технічної підтримки на кожному підприємстві може бути побудована у різноманітний спосіб (мається на увазі реалізації процесів підтримки). Існує кілька моделей служби підтримки, наприклад: централізована, локальна, віртуальна — з єдиним телефонним центром тощо. Служба технічної підтримки може бути організована як в цілях обслуговування зовнішніх клієнтів (аутсорсинг обслуговування комп'ютерів, тощо), так і внутрішніх (підрозділ ІТ-департаменту на великих підприємствах).
У описі концепції ITIL, яка побудована за принципом процесу, Service Desk є єдиним описаним функціональним підрозділом. Цей виняток зроблений зважаючи на велику важливість підрозділу техпідтримки і при впровадженні практичного використання сучасних ІТ-підходів та методик.
Правильно організована техпідтримка (Service Desk) завжди починається з реєстрації всіх звернень кінцевих користувачів, служить єдиною точкою для спілкування користувача з ІТ-службою. Найпопулярніші рішення щодо практичної організації техпідтримки часто будуються на базі Call-center (прості користувачі іноді їх навіть ототожнюють). Він є початковою точкою контактів кінцевих користувачів зі службою техпідтримки та служить джерелом інформації про їх фактичне задоволення рівнем сервісу, що доповнює інформацію про технічні параметри якості обслуговування компанії-клієнта (зовнішнього або внутрішнього).
На великих підприємствах або у великих компаніях-аутсорсерах служба технічної підтримки часто організована за наступним багаторівневим принципом:
- Користувач — звертається з питанням в службу підтримки за телефоном або за допомогою електронної заявки (електронна пошта, або спеціальні сервіси подачі заявок, наприклад fastAdmin).
- Оператор (1-а лінія підтримки, Call-center) — реєструє звернення, при можливості допомагає користувачеві самостійно, або ескалує (передає та контролює виконання) заявку на другу лінію підтримки.
- Друга лінія підтримки — отримує заявки від першої лінії, опрацьовує їх, за необхідності залучаючи до вирішення проблеми фахівців з суміжних відділів (системні адміністратори, підтримка POS-терміналів, підтримка спеціального ПЗ, підтримка спеціального обладнання, адміністратори білінгової системи тощо).